# Plecturocebus miltoni
Plecturocebus miltoni és una espècie de primat de la família dels pitècids. És endèmic del Brasil (Amazones i Mato Grosso). Té el pelatge dorsal de color gris fosc i el ventral de color ocre. L'espècie fou anomenada en honor de Milton Thiago de Mello, degà de la primatologia al Brasil. Com que fou descoberta fa poc, encara no se n'ha avaluat l'estat de conservació.